# Dilophus fulvicoxa
Dilophus fulvicoxa är en tvåvingeart som beskrevs av Walker 1848. Dilophus fulvicoxa ingår i släktet Dilophus och familjen hårmyggor.
Artens utbredningsområde är Ontario. Inga underarter finns listade i Catalogue of Life.